# كينيث ماكنزي (سياسي)
كينيث ماكنزي هو سياسي كندي، ولد في 5 يناير 1822، وتوفي في 5 أبريل 1911.